# Guerra Civil del Tadjikistan
La Guerra Civil del Tadjikistan (en tadjik Ҷанги шаҳрвандии Тоҷикистон, Jangi xahrvandii Tojikiston,جنگ شهروندی تاجیکستان) va començar el maig de 1992, pel desacord amb els resultats de les eleccions presidencials de 1991 que va guanyar Rahmon Nabiyev, atès que les minories ètniques residents a les regions de Garm i Gorno-Badakhxan, que se sentien poc representats a l'elit governant. Aquestes minories es van alçar contra el govern del president Rahmon Nabiiev. Amb aquest alçament es va iniciar una guerra civil al Tadjikistan que finalitzaria el 1997 amb l'Acord General sobre l'establiment de la Pau i la Concòrdia Nacional a Tadjikistan
Políticament, els grups descontents estaven representats per liberals i demòcrates reformistes i islamistes, que van lluitar junts i posteriorment es van organitzar sota l'emblema de l'Oposició tadjiq unida (OTU). Al juny de 1997, havien mort vora 51.000 persones.
El president Rakhmònov, el líder de l'OTU Sayid Abdulloh Nuri, i el Representant especial del Secretari General de l'ONU Gerd Merrem van signar l'"Acord General per a l'establiment de la pau i la concòrdia al Tadjikistan" i el "Protocol de Moscou" a Moscou, Rússia, que van posar fi a la guerra.